# Little Compton (Rhode Island)
Pour les articles homonymes, voir Little Compton.
Little Compton est une ville américaine (town) du comté de Newport dans l'État de Rhode Island. Elle est située à l’extrémité sud-est de l'État, entre la rivière Sakonnet (en) et la frontière avec le Massachusetts.
La municipalité s'étend sur 28,80 milles carrés (74,59 km2), dont 20,52 milles carrés (53,15 km2) de terres. Elle comprend également le village d'Adamsville (en).
Selon le recensement de 2010, la ville compte 3 492 habitants.

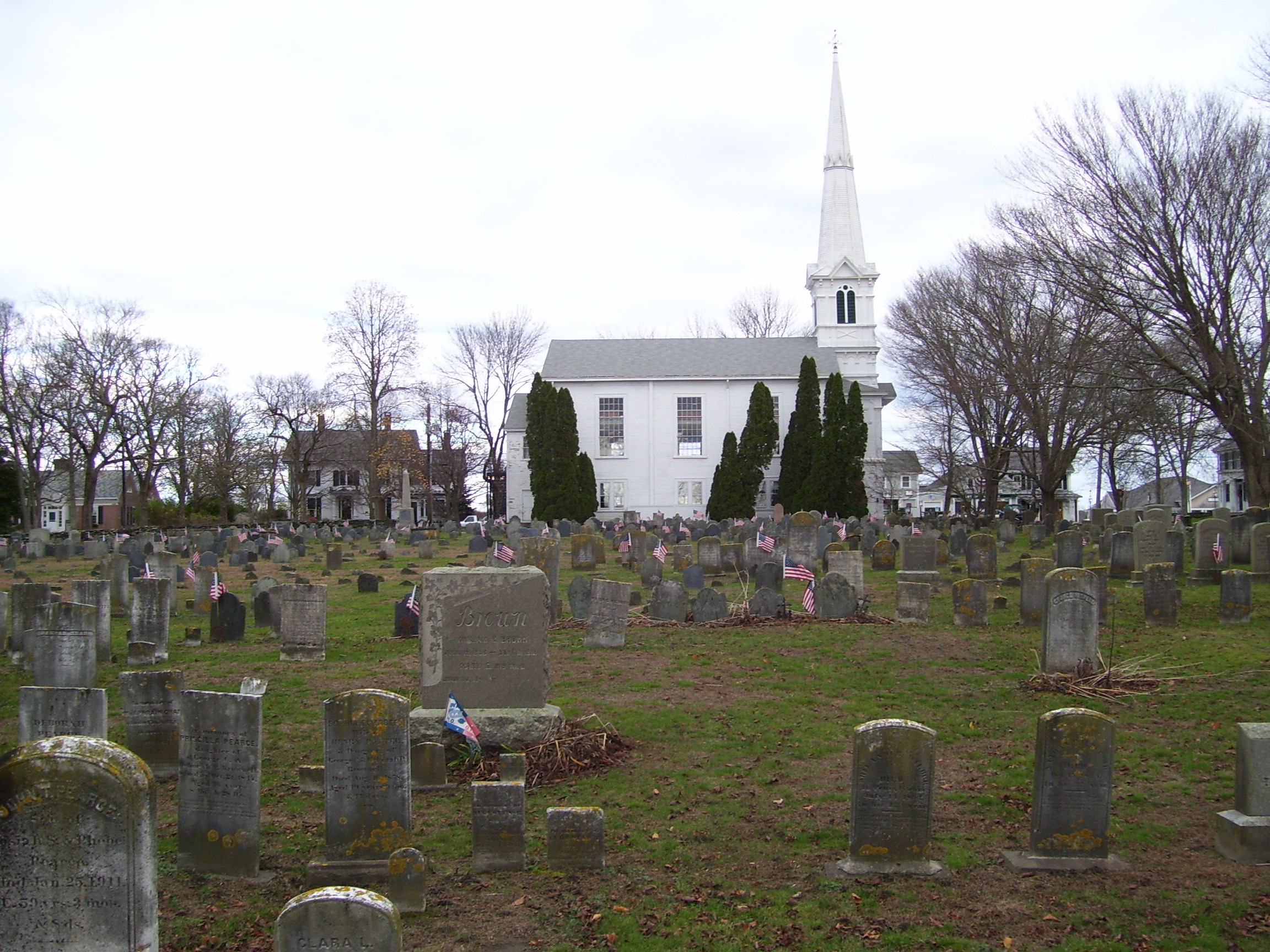
L'église de Little Compton Common (en)
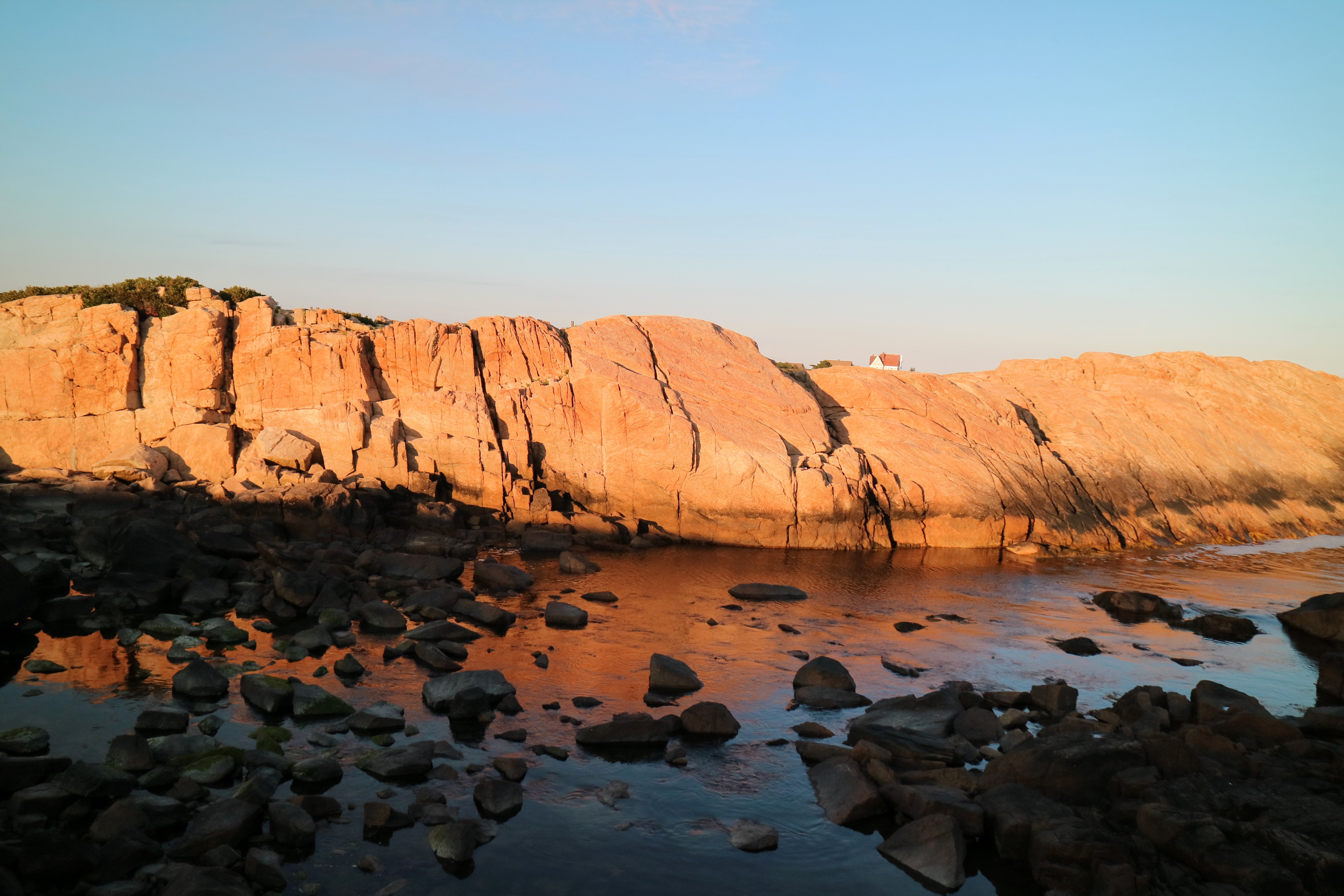
Les falaises de la plage de Tappens
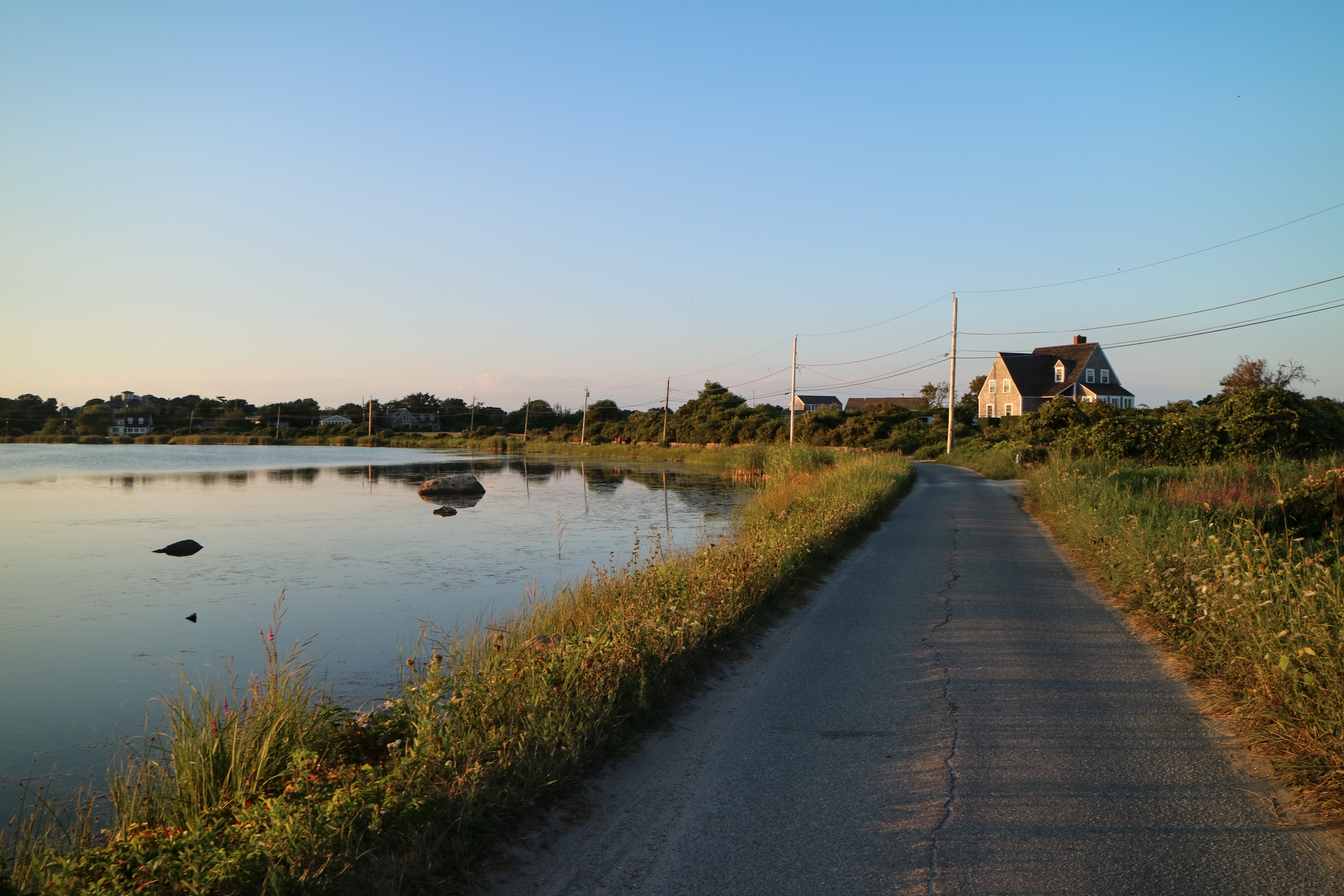
Round Pond Road